# Pietro Gioffredo
Pietro Gioffredo (Nizza, 16 agosto 1629 – Nizza, 11 novembre 1692) è stato uno storico italiano.

## Biografia
Proveniente da una famiglia coinvolta negli affari municipali, studiò presso i gesuiti. Fu nominato direttore delle scuole cittadine di istruzione primaria nel 1649, posto che occupò fino al 1660. Fu ordinato sacerdote nel 1653.
Nel 1658 pubblicò la sua prima opera storica su Nizza: Nicaea civitas sacris monumentis illustrata (Augustae Taurinorum, typis Io. Iacobi Rustis, M.DC.LVIII), che attirò l'attenzione del duca Carlo Emanuele II di Savoia, il quale lo nominò prima storico di corte, il 20 marzo del 1662, e quindi, nel 1673, precettore del figlio, il futuro re Vittorio Amedeo II.
Cittadino onorario di Torino, nel 1679 ricevette la croce dell'ordine dei Santi Maurizio e Lazzaro, di cui scrisse la storia nel 1681. Nel 1689 rientrò a Nizza e l'anno seguente fu nominato abate di San Ponzio.
Durante la guerra della Lega di Augusta, fu incaricato di trattare col maresciallo Catinat la resa di Nizza, riuscendo a concludere patti vantaggiosi per la città.

## Opere
Oltre alla storia di Nizza che lo aveva segnalato alla corte ducale, scrisse la Storia delle Alpi Marittime, probabilmente intorno al 1690, ma pubblicata solo nel 1839. Si tratta di un amplissimo studio (4.160 pagine, in 7 volumi), che raccoglie tutte le conoscenze etnologiche sulle popolazioni che abitavano allora la regione; sono citati più di 200 autori, sia antichi che medioevali, e vengono raccolte tutte le informazioni reperibili nelle biblioteche ducali, negli archivi municipali, religiosi e familiari disseminati nel ducato.
Scrisse anche una Corografia delle Alpi Marittime, pubblicata anch'essa a Torino nel 1839.